# Big Delta
Big Delta ist ein Ort und ein census-designated place (CDP) in der Southeast Fairbanks Census Area in Alaska in den Vereinigten Staaten. Das U.S. Census Bureau hatte bei der Volkszählung 2020 eine Einwohnerzahl von 444 ermittelt. In Big Delta befindet sich Rika’s Landing Roadhouse.

## Geographie
Big Delta liegt auf einer Höhe von 304 m im Tanana Valley nördlich der Alaskakette am Zusammenfluss von Delta River und Tanana River. Der Richardson Highway (Alaska Route 2) führt an Big Delta vorbei zum 120 km nordwestlich gelegenen Fairbanks. 14 km weiter südlich befindet sich der Ort Delta Junction. Im Norden reicht die CDP bis zum 5,5 km entfernten Quartz Lake.

## Geschichte
Der Ort geht auf die McCarthy-Telegrafenstation zurück, die 1904 vom U.S. Army Signal Corps an dieser Stelle errichtet wurde. Von 1905 bis 1913 existierte das „Washburn Post Office“. Von 1925 bis 1959 gab es das „Big Delta Post Office“. Von diesem leitet sich der heutige Name der Ortschaft ab. Big Delta erschien erstmals beim U.S. Census im Jahr 1950 als „unincorporated village“. Seit 1980 ist Big Delta ein CDP.

## Demografie
Zum Zeitpunkt der Volkszählung im Jahre 2020 (U.S. Census 2020) hatte Big Delta CDP 444 Einwohner auf einer Landfläche von 120,1 km². Von den Einwohnern waren 395 weiß, 6 afrikanisch-amerikanischer sowie 12 amerikanisch-indianischer Abstammung.
Beim Census im Jahr 2000 wurden noch 749 Einwohner gezählt, 2010 waren es 591. Somit ist die Bevölkerungsentwicklung rückläufig.